# Колонете (Фрозиноне)
Колонете је насеље у Италији у округу Фрозиноне, региону Лацио.
Према процени из 2011. у насељу је живело 148 становника. Насеље се налази на надморској висини од 300 м.